# Begonia francoisii
Begonia francoisii là một loài thực vật có hoa trong họ Thu hải đường. Loài này được Guillaumin mô tả khoa học đầu tiên năm 1925.